# Nakajima Itarō
Nakajima Itarō (jap. 中島 亥太郎; * 13. März 1911 in der Präfektur Shizuoka; † 1993) war ein japanischer Sprinter.
Bei den Olympischen Spielen 1932 in Los Angeles wurde er jeweils Fünfter in der 4-mal-100-Meter-Staffel und der 4-mal-400-Meter-Staffel. Über 200 m erreichte er das Viertelfinale.

## Persönliche Bestzeiten
- 100 m: 10,7 s, 1933
- 200 m: 21,3 s, 27. September 1931
- 400 m: 49,0 s, 10. September 1932